# GNAI2
GNAI2, Guanin nukleotid-vezujući protein G(i), alfa-2 podjedinica, je protein koji je kod ljudi kodiran GNAI2 genom.

## Interakcije
Za GNAI2 je bilo pokazano da formira interakcije sa GPSM2, RIC8A, Interleukin 8 receptor, alpha, EYA2, RGS5 i MDFI.

## Literatura
- Sidhu A, Niznik HB (2000). „Coupling of dopamine receptor subtypes to multiple and diverse G proteins.”. Int. J. Dev. Neurosci. 18 (7): 669—77. PMID 10978845. doi:10.1016/S0736-5748(00)00033-2.
- Offermanns S, Schultz G, Rosenthal W (1991). „Evidence for opioid receptor-mediated activation of the G-proteins, Go and Gi2, in membranes of neuroblastoma x glioma (NG108-15) hybrid cells.”. J. Biol. Chem. 266 (6): 3365—8. PMID 1671672.
- Cormont M; Le Marchand-Brustel Y; Van Obberghen E;  . (1991). „Identification of G protein alpha-subunits in RINm5F cells and their selective interaction with galanin receptor.”. Diabetes. 40 (9): 1170—6. PMID 1718802. doi:10.2337/diabetes.40.9.1170.
- Bushfield M; Murphy GJ; Lavan BE;  . (1990). „Hormonal regulation of Gi2 alpha-subunit phosphorylation in intact hepatocytes.”. Biochem. J. 268 (2): 449—57. PMC 1131453 . PMID 2114093.
- Lyons J; Landis CA; Harsh G;  . (1990). „Two G protein oncogenes in human endocrine tumors.”. Science. 249 (4969): 655—9. PMID 2116665. doi:10.1126/science.2116665.
- Osawa S, Dhanasekaran N, Woon CW, Johnson GL (1990). „G alpha i-G alpha s chimeras define the function of alpha chain domains in control of G protein activation and beta gamma subunit complex interactions.”. Cell. 63 (4): 697—706. PMID 2121366.
- McClue SJ, Milligan G (1990). „The alpha 2B adrenergic receptor of undifferentiated neuroblastoma x glioma hybrid NG108-15 cells, interacts directly with the guanine nucleotide binding protein, Gi2.”. FEBS Lett. 269 (2): 430—4. PMID 2169434. doi:10.1016/0014-5793(90)81209-7.
- Rudolph U; Koesling D; Hinsch KD;  . (1989). „G-protein alpha-subunits in cytosolic and membranous fractions of human neutrophils.”. Mol. Cell. Endocrinol. 63 (1-2): 143—53. PMID 2502457. doi:10.1016/0303-7207(89)90090-7.
- Lang JC, Costa T (1990). „Distribution of the alpha-subunit of the guanine nucleotide-binding protein Gi2 and its comparison to G alpha o.”. J. Recept. Res. 9 (4-5): 313—29. PMID 2512386.
- Itoh H; Toyama R; Kozasa T;  . (1988). „Presence of three distinct molecular species of Gi protein alpha subunit. Structure of rat cDNAs and human genomic DNAs.”. J. Biol. Chem. 263 (14): 6656—64. PMID 2834384.
- Weinstein LS, Spiegel AM, Carter AD (1988). „Cloning and characterization of the human gene for the alpha-subunit of Gi2, a GTP-binding signal transduction protein.”. FEBS Lett. 232 (2): 333—40. PMID 2837412. doi:10.1016/0014-5793(88)80764-6.
- Beals CR, Wilson CB, Perlmutter RM (1987). „A small multigene family encodes Gi signal-transduction proteins.”. Proc. Natl. Acad. Sci. U.S.A. 84 (22): 7886—90. PMC 299440 . PMID 3120178. doi:10.1073/pnas.84.22.7886.
- Williamson EA; Ince PG; Harrison D;  . (1995). „G-protein mutations in human pituitary adrenocorticotrophic hormone-secreting adenomas.”. Eur. J. Clin. Invest. 25 (2): 128—31. PMID 7737262. doi:10.1111/j.1365-2362.1995.tb01537.x.
- Takigawa M; Sakurai T; Kasuya Y;  . (1995). „Molecular identification of guanine-nucleotide-binding regulatory proteins which couple to endothelin receptors.”. Eur. J. Biochem. 228 (1): 102—8. PMID 7882989. doi:10.1111/j.1432-1033.1995.tb20236.x.
- Grassie MA, Milligan G (1995). „Analysis of the relative interactions between the alpha 2C10 adrenoceptor and the guanine-nucleotide-binding proteins G(o)1 alpha and Gi 2 alpha following co-expression of these polypeptides in rat 1 fibroblasts.”. Biochem. J. 306 (Pt 2): 525—30. PMC 1136549 . PMID 7887906.
- Migeon JC, Thomas SL, Nathanson NM (1994). „Regulation of cAMP-mediated gene transcription by wild type and mutated G-protein alpha subunits. Inhibition of adenylyl cyclase activity by muscarinic receptor-activated and constitutively activated G(o) alpha.”. J. Biol. Chem. 269 (46): 29146—52. PMID 7961880.
- Wennogle LP; Conder L; Winter C;  . (1994). „Stabilization of C5a receptor--G-protein interactions through ligand binding.”. J. Cell. Biochem. 55 (3): 380—8. PMID 7962171. doi:10.1002/jcb.240550316.
- Valet P; Senard JM; Devedjian JC;  . (1993). „Characterization and distribution of alpha 2-adrenergic receptors in the human intestinal mucosa.”. J. Clin. Invest. 91 (5): 2049—57. PMC 288203 . PMID 8098045. doi:10.1172/JCI116427.